# Sonoma margemina
Sonoma margemina är en skalbaggsart som beskrevs av Park och Wagner 1962. Sonoma margemina ingår i släktet Sonoma och familjen kortvingar. Inga underarter finns listade i Catalogue of Life.